# Vogelwikke
De vogelwikke (Vicia cracca) is een plant uit de vlinderbloemenfamilie (Leguminosae oftewel Fabaceae). De vogelwikke kan gevonden worden op bouwland, grasland, langs wegen, dijken, in heggen en in kreupelhout. De plant wordt gekenmerkt door de veelbloemige trossen met soms wel dertig bloempjes. De vogelwikke lijkt veel op de bonte wikke.

## Kenmerken
De plant heeft slappe stengels die zachtbehaard zijn. Ze zoeken door middel van ranken steun bij andere planten. De hoogte (of lengte) is maximaal twee meter. 
De bloem is paarsachtig violet en is 0,8-1,2 cm lang. Elke bloem bevindt zich op een kort steeltje en hangt. Ze hebben onregelmatige kelktanden, waarvan de bovenste bijzonder klein is. De plaat van de vlag is evenlang of langer dan de nagel en bij de bonte wikke is deze korter dan de nagel.
De plant bloeit in een dichte tros van tien tot dertig bloempjes (soms zelfs meer). Ze zijn okselstandig en bloeien van juni tot augustus.
Het blad is geveerd en bevat zes tot twintig paar deelblaadjes van 1-2,5 cm lang. Ze zijn langwerpig tot lijnvormig en lichtbehaard. De rank is vertakt en de langwerpige steunblaadjes zijn gaafrandig.
De vrucht is een peul van 1-3 cm lang. Deze is bruin en onbehaard. De steel van de peul is korter dan de kelkbuis. Elke peul bevat twee tot zes, 3-4 mm grote zaden.

## Plantengemeenschap
Vogelwikke is een kensoort voor de klasse van matig voedselrijke graslanden (Molinio-Arrhenatheretea), een klasse van plantengemeenschappen van matig droge tot natte, matig voedselrijke tot voedselrijke graslanden.

## Gebruik
Rembert Dodoens beschrijft in zijn Cruydt-Boeck dat het kruid wondhelend is. Hiertoe dient het, vermengd met wijn, op de wond te worden gelegd.

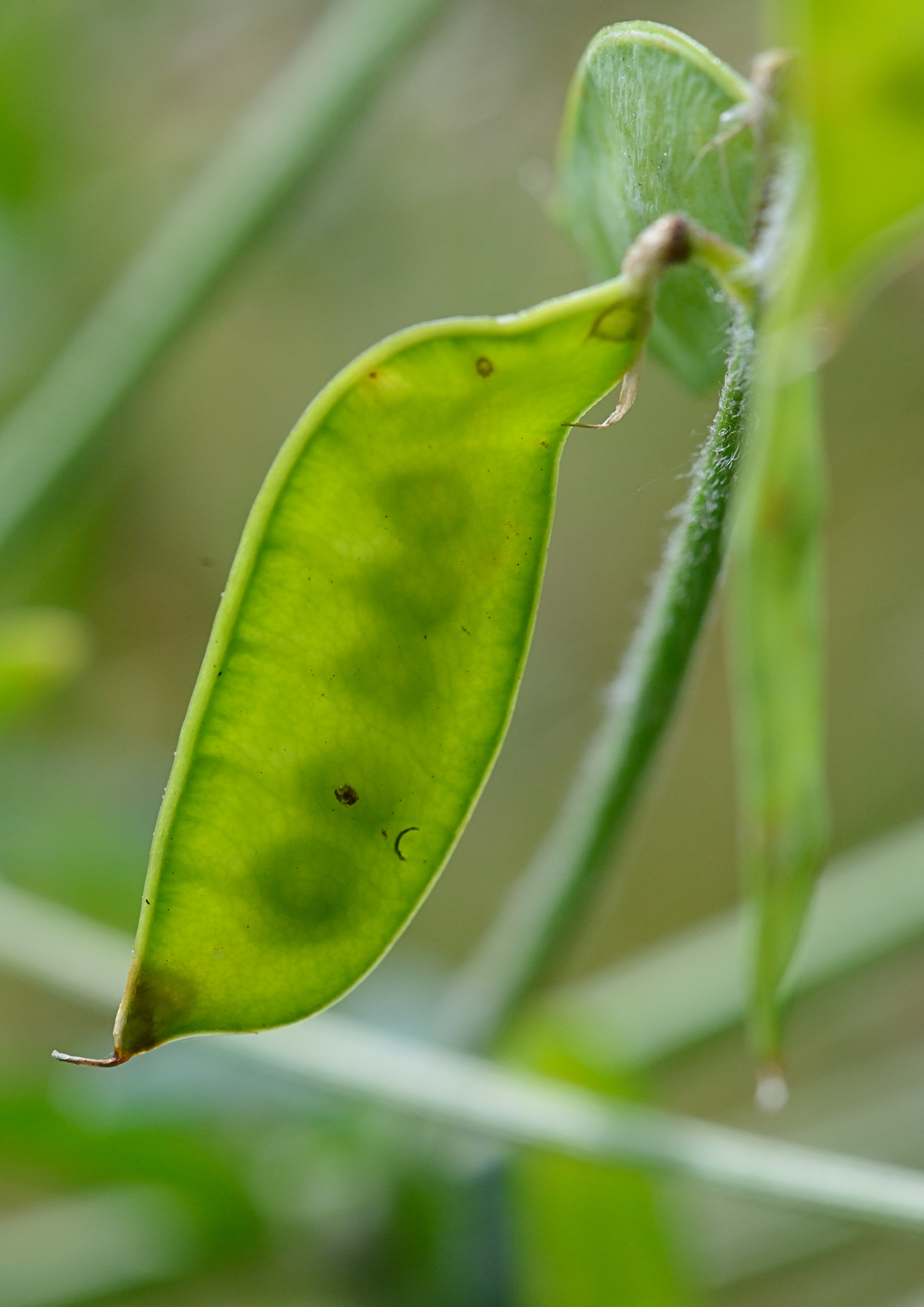
Peul
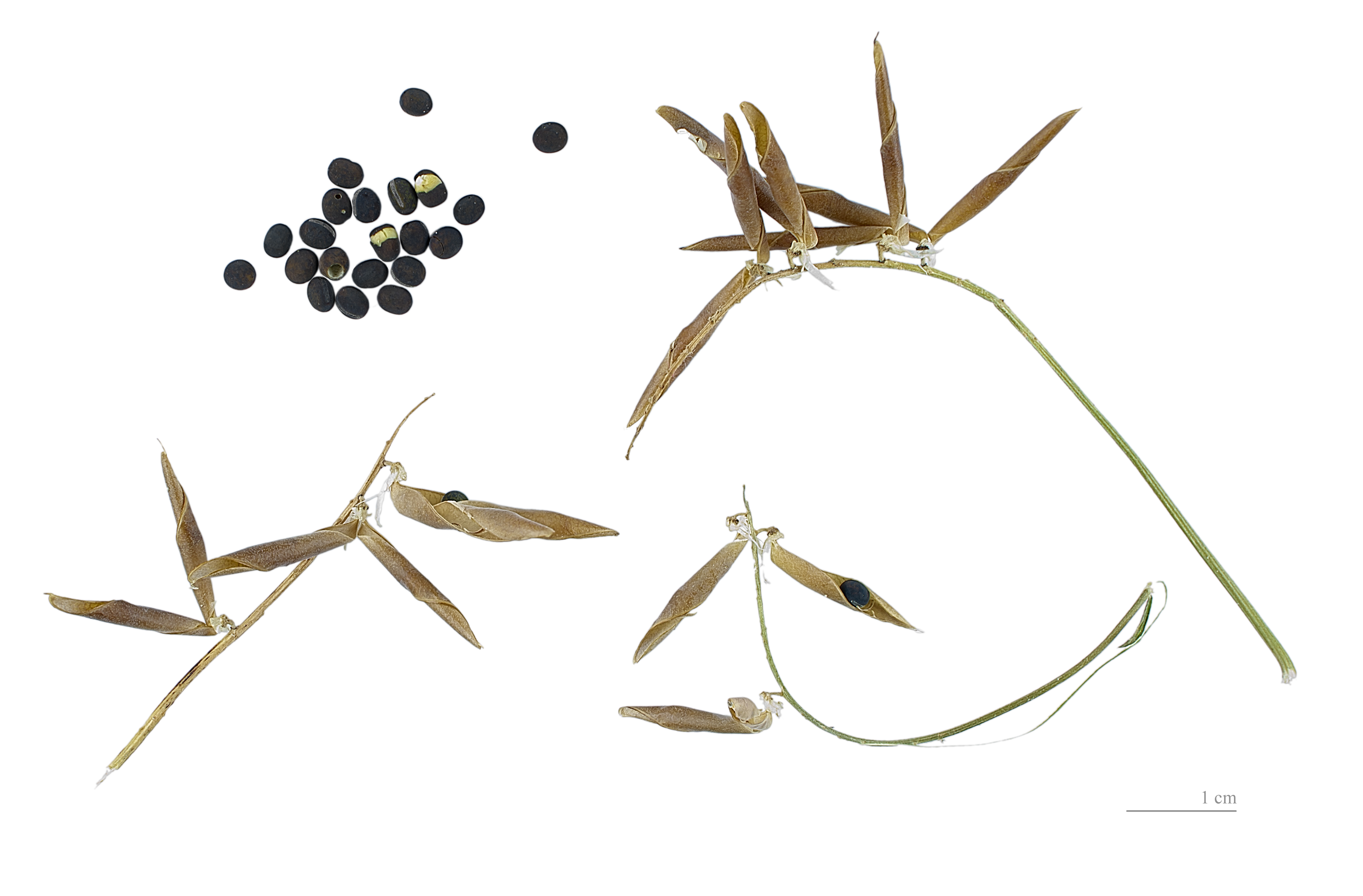
Peulen en zaden
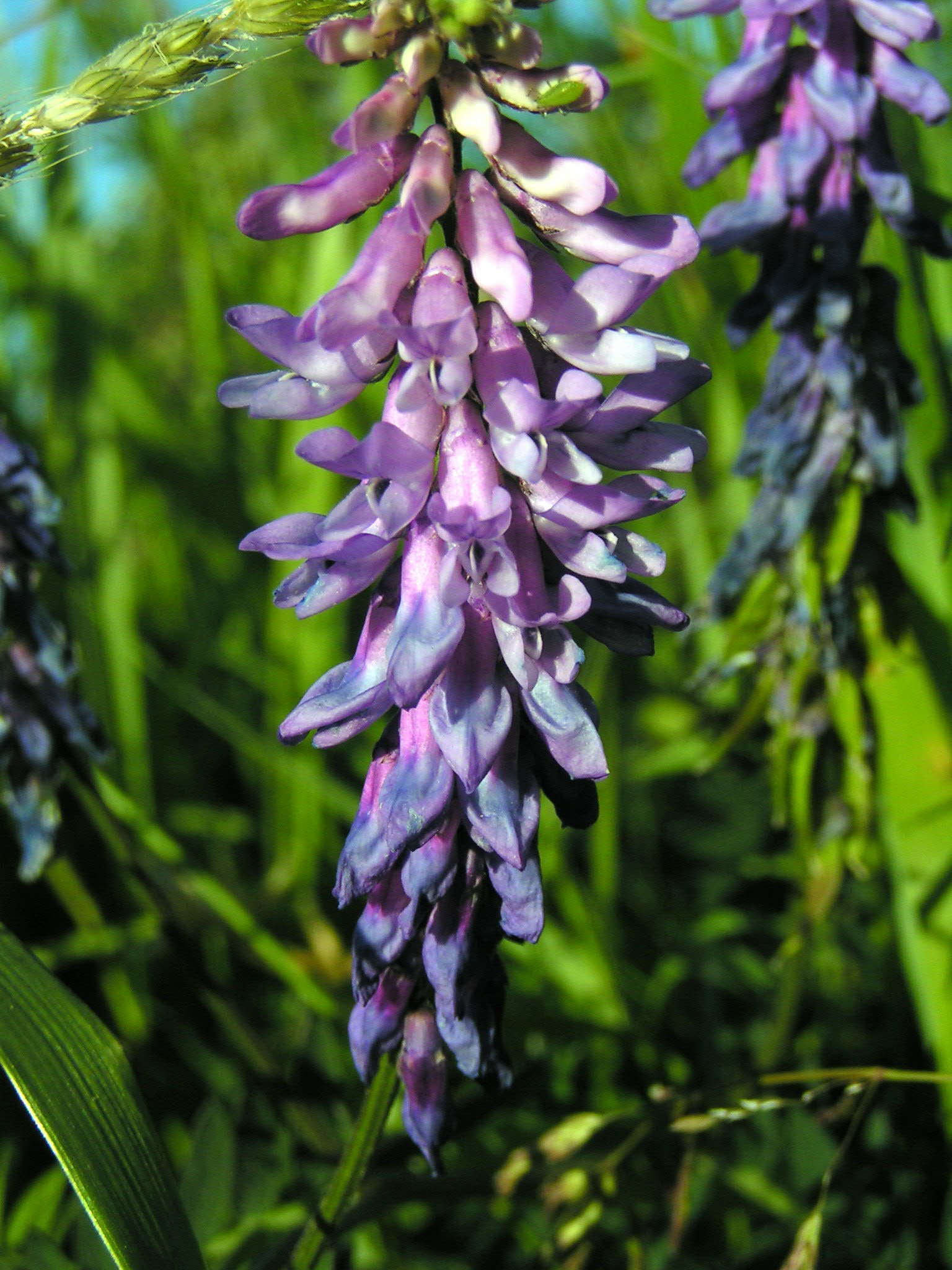
Vogelwikke

... · 
V. cracca (Vogelwikke) · 
V. ervilia (Linzenwikke) · 
V. faba (Tuinboon) · 
V. hirsuta (Ringelwikke) · 
V. lathyroides (Lathyruswikke) · 
V. lutea (Gele wikke) · 
V. orobus (Heidewikke) · 
V. pisiformis (Erwtenwikke) · 
V. sativa (Voederwikke) · 
V. sativa subsp. nigra (Smalle wikke) · 
V. sativa subsp. segetalis (Vergeten wikke) · 
V. sepium (Heggenwikke) · 
V. tenuifolia (Stijve wikke) · 
V. tetrasperma · 
V. tetrasperma subsp. tetrasperma (Vierzadige wikke) · 
V. villosa (Bonte wikke) · 
...